# لیگ فوتبال استان اردبیل
لیگ برتر فوتبال استان اردبیل بالاترین سطح فوتبال در استان اردبیل می‌باشد که در ششمین سطح از فوتبال ایران قرار دارد. قهرمان این لیگ به مسابقات کشوری لیگ دسته چهارم فوتبال ایران راه می‌یابد و جواز حضور در جام حذفی را کسب می‌کند. این مسابقات بخشی از برنامه ویژه آسیا است.

## نحوه برگزاری
مسابقات در به صورت لیگی برگزارمی‌شود و همه تیم‌ها یبپک بار با همدیگر بازی می‌کنند. قهرمان لیگ به لیگ دسته چهارم فوتبال ایران صعود می‌کند. این مسابقات هر سال توسط هیئت فوتبال استان اردبیل برگزار می‌شود.

## قهرمانان
| فصل       | قهرمان                                  | توضیحات               |
| --------- | --------------------------------------- | --------------------- |
| ۱۳۹۵-۹۶   | پدیده ابوذر پارس آباد                   | صعود به لیگ دسته سه   |
| ۱۳۹۶-۹۷   | منتخب گرمی                              | صعود به لیگ دسته سه   |
| ۱۳۹۷-۹۸   | میعاد مغان                              | صعود به لیگ دسته سه   |
| ۱۳۹۸-۹۹   | نخبگان اردبیل شاهین کوثر آذربایجان      | صعود به لیگ دسته سه   |
| ۱۳۹۹-۱۴۰۰ | ذوب آهن اردبیل جاجم بیله‌سوار            | صعود به لیگ دسته سه   |
| ۱۴۰۰-۱۴۰۱ | میعاد مغان پارس‌آباد فناوران پیشرو اوریق | صعود به لیگ دسته سه   |
| ۱۴۰۱-۱۴۰۲ | کشت و صنعت پادیاب خلخال شهرداری اردبیل  | صعود به لیگ دسته سه   |
| ۱۴۰۲-۱۴۰۳ |                                         | صعود به لیگ دسته چهار |
| ۱۴۰۳-۱۴۰۴ |                                         | صعود به لیگ دسته چهار |

## تیم‌ها حاضر در لیگ برتر استان اردبیل
تیم‌های شرکت‌کننده در لیگ برتر استانی در سال ۱۴۰۴ بدین شرح است.

- بلغار بیله‌سوار
- کشت و صنعت مغان
- نیکان اردبیل
- میعاد آراز مغان
- آرتان اردبیل
- اکباتان اردبیل
- آذران پیام اردبیل
- فناوران پیشرو اردبیل
- بالهارود بیله‌سوار
- اتحاد خروسلو
- مغان اکتیو گرمی
- مقاومت اردبیل
- اتحاد گرمی
- آذربایجان مشگین‌شهر
- فولاد اردبیل